# Dylan Armstrong
Dylan Armstrong, född 15 januari 1981 i Kamloops, är en kanadensisk friidrottare som tävlar i kulstötning.
Armstrong började sin karriär som släggkastare och blev silvermedaljör vid VM för juniorer 2000. Sedan 2003 har han enbart tävlat i kulstötning.
Hans första stora merit var guldet vid Panamerikanska spelen 2007. Samma år var han i final vid VM i Osaka och slutade då på en nionde plats. Vid Olympiska sommarspelen 2008 slutade han fyra efter att ha stöt 21,04. Stöten som då var nytt personligt rekord var en centimeter från Andrej Michnevitj som slutade på tredje plats. 
Vid VM 2009 i Berlin misslyckades han att ta sig vidare till finalen. Året efter tävlade han vid Samväldesspelen och vann där guldet med en stöt på 21,02. 
Vid en tävling i Calgary i juni 2011 stötte han 22,21 meter och var därmed en av favoriterna till guldet vid VM 2011. Dock lyckades han bara stöta 21,64 och blev silvermedaljör bakom tysken David Storl.

## Personliga rekord
- Kulstötning - 22,21 meter från 2011